# Amber Valley
Pour la communauté en Alberta (au Canada), voir Amber Valley (Alberta).
Amber Valley est un district non-métropolitain et un borough du Derbyshire, en Angleterre. Il doit son nom à la rivière Amber. Sa population en 2010 est estimée à 121 600 habitants. Son chef-lieu est Ripley.

## Subdivisions

### Villes
- Alfreton
- Belper
- Heanor
- Ripley

### Villages
- Ambergate
- Codnor
- Crich
- Denby
- Duffield
- Heage (en)
- Holbrook
- Horsley
- Kedleston
- Kilburn
- Dethick, Lea and Holloway
- Mackworth (en)
- Milford (en)
- Quarndon
- Somercotes
- Swanwick

## Source
- (en) Cet article est partiellement ou en totalité issu de l’article de Wikipédia en anglais intitulé « Amber Valley » (voir la liste des auteurs).